# Nabarangapur
Nabarangapur  es una ciudad y municipio situada en el distrito de Nabarangapur en el estado de Odisha (India). Su población es de 36945 habitantes (2011). Se encuentra a 580 km de Bhubaneswar. Es el centro administrativo del distrito.

## Demografía
Según el censo de 2011 la población de Nabarangapur era de 36945 habitantes, de los cuales 18483 eran hombres y 18462 eran mujeres. Nabarangapur tiene una tasa media de alfabetización del 82,36%, superior a la media estatal del 72,87.